# Léo Príncipe
Leonardo Peixoto Príncipe, meglio noto come Léo Príncipe (Rio de Janeiro, 13 agosto 1996), è un calciatore brasiliano, difensore del Sobradinho.

## Caratteristiche tecniche
È un terzino destro.

## Carriera
Ha esordito il 14 maggio 2016 con la maglia dell'Oeste in un match perso 1-0 contro l'Atl. Goianiense.

## Statistiche

### Presenze e reti nei club
Statistiche aggiornate all'8 novembre 2017.
| Stagione        | Squadra         | Campionato      | Campionato | Campionato | Coppe nazionali | Coppe nazionali | Coppe nazionali | Coppe continentali | Coppe continentali | Coppe continentali | Altre coppe | Altre coppe | Altre coppe | Totale | Totale | Totale |
| Stagione        | Squadra         | Comp            | Pres       | Reti       | Comp            | Pres            | Reti            | Comp               | Pres               | Reti               | Comp        | Pres        | Reti        | Pres   | Reti   |        |
| --------------- | --------------- | --------------- | ---------- | ---------- | --------------- | --------------- | --------------- | ------------------ | ------------------ | ------------------ | ----------- | ----------- | ----------- | ------ | ------ | ------ |
| 2016            | Oeste           | A+PAU           | 1+7        | 0          | CB              | 0               | 0               |                    | -                  | -                  |             | -           | -           | 8      | 0      |        |
| 2016            | Corinthians     | A+PAU           | 6+0        | 1+0        | CB              | 1               | 0               |                    | -                  | -                  |             | -           | -           | 7      | 1      |        |
| 2017            | Corinthians     | A+PAU           | 3+5        | 0          | CB              | 0               | 0               | CS                 | 3                  | 0                  |             | -           | -           | 11     | 0      |        |
| Totale carriera | Totale carriera | Totale carriera | 22         | 1          |                 | 1               | 0               |                    | 3                  | 0                  |             | -           | -           | 26     | 1      |        |

## Palmarès

### Club

#### Competizioni statali
- Campionato paulista: 1

Corinthians: 2017